# Distrikt Tauría
Der Distrikt Tauría liegt in der Provinz La Unión in der Region Arequipa in Südwest-Peru. Der Distrikt wurde am 19. November 1954 gegründet. Er besitzt eine Fläche von 318 km². Beim Zensus 2017 wurden 329 Einwohner gezählt. Im Jahr 1993 lag die Einwohnerzahl bei 372, im Jahr 2007 bei 343. Die Distriktverwaltung befindet sich in der etwa 2950 m hoch gelegenen Ortschaft Tauría mit 241 Einwohnern (Stand 2017). Tauría liegt 40 km westsüdwestlich der Provinzhauptstadt Cotahuasi.

## Geographische Lage
Der Distrikt Tauría liegt in der Cordillera Volcánica im äußersten Südwesten der Provinz La Unión. Der Distrikt wird im Westen vom Río Marán, im Osten vom Río Cotahuasi begrenzt.
Der Distrikt Tauría grenzt im äußersten Süden an den Distrikt Yanaquihua (Provinz Condesuyos), im Südwesten an den Distrikt Cahuacho (Provinz Caravelí), im Nordwesten an die Distrikte Pausa (Provinz Páucar del Sara Sara), Sayla und Corculla (Provinz Páucar del Sara Sara), im Nordosten an den Distrikt Quechualla sowie im Südosten an den Distrikt Toro.

## Ortschaften
Im Distrikt gibt es neben dem Hauptort folgende größere Ortschaften (anexos):
- Caychina
- Tanisca
- Tazno

sowie folgende Dörfer (comunidades campesinas):
- Anirca
- Antanaiso
- Ccollca
- Huante
- Pan de Azúcar
- Quepac